# Ginosa
Ginosa este o comună din provincia Taranto, regiunea Puglia, Italia, cu o populație de 21.820 locuitori (1 ianuarie 2023) și o suprafață de 188,49 km².

## Demografie
Ginosa - evoluția demografică

|  | Graficele sunt indisponibile din cauza unor probleme tehnice. Mai multe informații se găsesc la Phabricator și la wiki-ul MediaWiki. |

Date: Recensăminte sau birourile de statistică - grafică realizată de Wikipedia